# ای-سور-موزل
ای-سور-موزل (به فرانسوی: Ay-sur-Moselle) یک کمون در فرانسه است که در Canton of Vigy واقع شده‌است.

## خصوصیات
ای-سور-موزل ۴٫۶۹ کیلومترمربع مساحت و ۱٬۵۶۱ نفر جمعیت دارد و ۱۷۲ متر بالاتر از سطح دریا واقع شده‌است.